# Brieulles-sur-Meuse
Brieulles-sur-Meuse är en kommun i departementet Meuse i regionen Grand Est (tidigare regionen Lorraine) i nordöstra Frankrike. Kommunen ligger i kantonen Dun-sur-Meuse som tillhör arrondissementet Verdun. År 2022 hade Brieulles-sur-Meuse 311 invånare.

## Befolkningsutveckling
Antalet invånare i kommunen Brieulles-sur-Meuse
| Referens: INSEE |